# Heoeugorna
Heoeugorna är ett släkte av fjärilar. Heoeugorna ingår i familjen nattflyn.
Kladogram enligt Catalogue of Life:
| Heoeugorna | \| \| Heoeugorna alboarcuata \| \| \| \| \| \| Heoeugorna albovittata \| \| \| \| \| \| Heoeugorna flavicincta \| \| \| \| \| \| Heoeugorna ochrovittata \| \| \| \| |
|            | \| \| Heoeugorna alboarcuata \| \| \| \| \| \| Heoeugorna albovittata \| \| \| \| \| \| Heoeugorna flavicincta \| \| \| \| \| \| Heoeugorna ochrovittata \| \| \| \| |
|            | Heoeugorna alboarcuata |
|            | |
|            | Heoeugorna albovittata |
|            | |
|            | Heoeugorna flavicincta |
|            | |
|            | Heoeugorna ochrovittata |
|            | |